# UPhongolo
uPhongolo – gmina w Republice Południowej Afryki, w prowincji KwaZulu-Natal, w dystrykcie Zululand. Siedzibą administracyjną gminy jest Pongola.